# Peter Pilhofer
Peter Pilhofer (* 1955 in Bayreuth) ist ein deutscher evangelischer Theologe und Neutestamentler.

## Biographie
Peter Pilhofer ist ein Ur-Enkel des Missionars und Gründers der Neuendettelsauer Mission in Neuguinea Johann Flierl und Enkel des Missionars Georg Pilhofer. Er studierte von 1975 bis 1980 Mathematik, Philosophie und Theologie an der Universität Erlangen. Hier legte er 1981 sein 1. Theologisches Examen ab. Von 1981 bis 1983 war er Vikar der Evangelisch-Lutherischen Kirche in Bayern in Stockdorf bei München.
Nach seiner Ordination 1983 wurde er wissenschaftliche Hilfskraft und später wissenschaftlicher Mitarbeiter an der evangelisch-theologischen Fakultät der Universität Münster. 1989 folgte die Promotion zum Dr. theol., Thema war der Altersbeweis der jüdischen und christlichen Apologeten. Von 1989 bis zu seiner Habilitation über die erste christliche Gemeinde Europas in Philippi 1994 war er wissenschaftlicher Assistent bei Dietrich-Alex Koch.
Im Anschluss daran hatte er zunächst von 1994 bis 1996 eine Vertretung der Professur für Bibelwissenschaft an der Rheinisch-Westfälischen Technischen Hochschule Aachen, ehe er von 1996 bis 2002 Professor für Neues Testament an der Theologischen Fakultät der Universität Greifswald wurde. 2002 kehrte er als Professor für Neues Testament an die Universität Erlangen zurück, wo er bis zu seinem Eintritt in den Ruhestand im April 2021 lehrte.
Peter Pilhofer ist verheiratet und hat zwei Töchter, darunter die Althistorikerin Susanne Froehlich (* 1980), und einen Sohn, den Kirchenhistoriker Philipp Pilhofer. 

## Wissenschaftliche Schwerpunkte
Ein Schwerpunkt der wissenschaftlichen Arbeit Pilhofers ist das antike Philippi, in dem die erste bekannte christliche Gemeinde in Europa entstand. Auch darüber hinaus befasst Pilhofer sich umfassend mit der Lebenswelt der frühen Christen im Imperium Romanum. Einen weiteren Schwerpunkt bildet die Untersuchung der Auseinandersetzung der christlichen Autoren mit ihren philosophischen Kollegen und die Entwicklung und der Christologie in der Frühzeit.

## Schriften
- Presbyteron kreitton. Der Altersbeweis der jüdischen und christlichen Apologeten und seine Vorgeschichte (= Wissenschaftliche Untersuchungen zum Neuen Testament. Reihe 2, Band 39). Mohr Siebeck, Tübingen 1990, ISBN 3-16-145584-3.
- Philippi. Band I: Die erste christliche Gemeinde Europas (= Wissenschaftliche Untersuchungen zum Neuen Testament. Band 87). Mohr Siebeck, Tübingen 1995, ISBN 3-16-146479-6.
- Philippi. Band II: Katalog der Inschriften von Philippi (= Wissenschaftliche Untersuchungen zum Neuen Testament. Reihe 1, Band 119). Mohr Siebeck, Tübingen 2000, ISBN 3-16-146518-0 (2., überarbeitete und ergänzte Auflage, ebenda 2009, ISBN 978-3-16-149163-4).
- Die frühen Christen und ihre Welt. Greifswalder Aufsätze 1996–2001. Mit Beiträgen von Jens Börstinghaus und Eva Ebel (= Wissenschaftliche Untersuchungen zum Neuen Testament. Band 145). Mohr Siebeck, Tübingen 2002, ISBN 3-16-147776-6.
- mit Manuel Baumbach, Jens Gerlach und Dirk Uwe Hansen: Lukian, Der Tod des Peregrinos. Ein Scharlatan auf dem Scheiterhaufen (= SAPERE. Band 9). Wissenschaftliche Buchgesellschaft, Darmstadt 2005, ISBN 3-534-15820-2, DOI:10.26015/adwdocs-831 (PDF; 820,2 KB).
- Das Neue Testament und seine Welt. Eine Einführung. Mohr Siebeck, Tübingen 2010, ISBN 978-3-16-150217-0.
- Neues aus der Welt der frühen Christen. Unter Mitarbeit von Jens Börstinghaus und Jutta Fischer (= Beiträge zur Wissenschaft vom Alten und Neuen Testament. Band 195). Kohlhammer, Stuttgart 2011, ISBN 978-3-17-021842-0.
- als Herausgeber: Helmut Merkel: Wege und Irrwege zum historischen Jesus. Kohlhammer, Stuttgart 2022, ISBN 978-3-17-040036-8.

Hinzu kommt eine Reihe von elektronischen Veröffentlichungen, die die Forschungsergebnisse Pilhofers frei zugänglich machen (siehe Weblinks).